# Wyściółczak śluzakowatobrodawkowaty

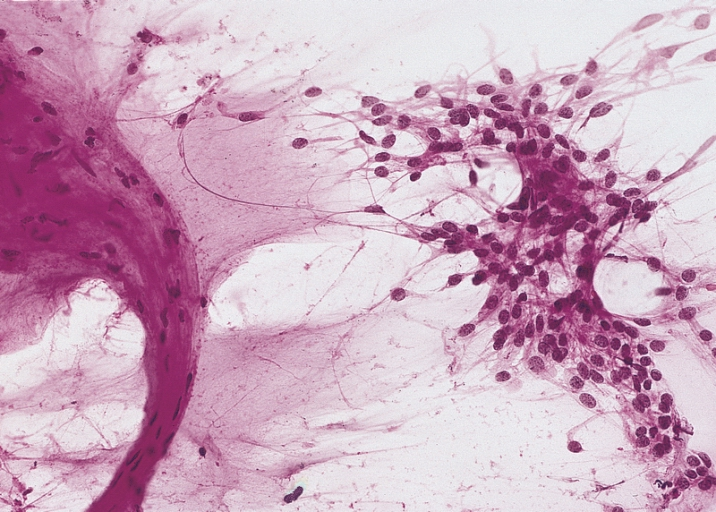
Obraz histologiczny wyściółczaka śluzakowatobrodawkowatego

Wyściółczak śluzakowatobrodawkowaty (wyściółczak śluzakowo-brodawkowaty, ang. myxopapillary ependymoma) – nowotwór ośrodkowego układu nerwowego, wywodzący się z komórek wyściółki. Jest guzem łagodnym (I° według WHO). Typowo lokalizuje się w końcowym odcinku rdzenia kręgowego (w stożku rdzeniowym lub nici końcowej). 